# Pesten i Danmark 1710-1711
Pesten i Danmark 1710–1711 under den store nordiske krig var en del af den værste epidemi i Norden i nyere tid. Den blev samtidig den sidste pestepidemi i Danmark.
Pesten kom til Polen østfra i 1709, hvor den fandt vejen fra Danzig til nabolandene og brød ud i Stockholm i 1710. Den hærgede langs sydkysten af Finland og i det sydøstlige Sverige, til Nordtyskland og Sjælland. For Danmark-Norge og Sverige fik pesten fatale følger i kombination med de pågående krige. Men mens mange svenske områder blev hjemsøgt med enorme lidelser, lykkedes det den danske konge Frederik 4. at begrænse pesten i Danmark til Sjælland, især Helsingør og København.
På Øland døde måske så meget som halvdelen af befolkningen. Stockholm, som før pesten havde omkring 50.000 indbyggere, mistede ifølge kirkebøgerne omkring 18.000 mennesker til pesten i løbet af fire måneder i efteråret 1710, og der var desuden et stort mørketal. I København omkom over 25.000 ud af byens ca. 60.000 indbyggere på kun fem måneder ifølge kirkebøgerne. København var nok på størrelse med Stockholm før pesten, men mange fra overklassen flygtede til andre dele af Danmark, blandt andre Ludvig Holberg, så dødeligheden i pestramte områder i Danmark var enorm - sandsynligvis omkring 50 %. Pestudbruddet nåede ikke Norge.

## Baggrund
Fra midt i 1300-tallet til 1600-tallet var Danmark regelmæssigt blevet ramt af en række pestepidemier, der optrådte med 10-20 års mellemrum. I 1705 var det dog 50 år siden, landet sidst havde oplevet en pestepidemi. Men omkring 1700 opstod en pestpandemi i Centralasien, der bredte sig til Konstantinopel, kom til Ukraine i 1703 og derfra til Volhynien og Podolien i Polen. Allerede i 1702 var der blevet dokumenteret pestsmitte blandt svenske soldater.

## Epidemien i Danmark
På sin udenlandsrejse i 1708 havde Frederik 4. lagt mærke til, hvordan italienerne drev forebyggende arbejde med permanente sundhedskommissioner, som kunne begrænse borgernes færdsel ved sygdomsudbrud, og karantænestationer i Livorno og Venedig, hvor søfolk på ankommende skibe blev isoleret ved mistanke om sygdomssmitte ombord. Så da pesten brød ud i Polen året efter, sørgede kongen for at oprette en karantænestation på Saltholm i Øresund  og forskellige andre danske småøer, hvor skibe fra Østersøen blev henvist til. Denne blokade var ret effektiv og havde en stor del af æren for, at Danmark gik fri af sygdommen i over et år.
Pesten brød dog ud i det nordsjællandske fiskerleje Lappen i december 1710, og den spredte sig herefter til Helsingør, hvor sygdommen rasede frem til efteråret 1711. Omkring 1800 af byens indbyggere blev slået ihjel. Det opgives i forskellige kilder til at svare til 40-60 % af byens befolkning. I maj 1711 kom epidemien til København, hvor 40 % af befolkningen døde i løbet af det næste halve år. Sygdommen ramte i det hele taget hårdt i Nordsjælland, mens der var mindre udbrud i andre østsjællandske byer. Pesten nåede aldrig længere vestpå end Roskilde, og Fyn og Jylland blev dermed ikke ramt af epidemien.
Tilsammen ca. 36.000 til 40.000 antages at være omkommet af pesten i årene 1710 til 1712, hele den danske kyst af Øresund var hårdt ramt med undtagelse af få intakte områder. Amager syd for København mistede 1.200, som døde af pesten fra juli 1711, eller en tredjedel af indbyggertallet. Helsingør havde ikke bare gennemgået en tyfusepidemi, men også oplevet to pestbølger - første gang fra november 1710 til april 1711 og anden gang i maj til august 1711. Men selvom byen var fuldstændig isoleret fra resten af landet på direkte ordre fra kongen, havde man i det mindste sørget for madforsyninger til befolkningen, der undgik sultedøden som i Krakow og Königsberg.
Matrosen Daniel Danielsen Trosner, som har efterladt sig en dagbog, der er en vigtig historisk ledetråd for indsigt i det daglige liv i begyndelsen af 1700-tallet og det militære liv om bord på de dansk-norske krigsskibe, var et levende øjenvidne til tragedien i 1711.